# Eleanor Crook
Eleanor Crook est une sculptrice née en 1966. Après avoir obtenu sa licence en Lettres classiques au Magdalen College d'Oxford, elle suit une formation artistique à la Central Saint Martins et à la Royal Academy au début des années 1990. Elle se spécialise dans le modelage en cire ainsi que la fonte du bronze à la cire perdue, et fonde sa pratique sur l'entrelacement de l'art et de la médecine.

## Œuvre
L'étude anatomique est au cœur du travail d'Eleanor Crook. Elle a sculpté des cires anatomiques et pathologiques pour des musées médicaux tels que le Gordon Museum of Pathology au sein du Guy's Hospital, le Science Museum de Londres, le Hunterian Museum au sein du Royal College of Surgeons, ou le Vrolik Museum à Amsterdam. 
Elle expose également à l'échelle internationale dans des musées de beaux-arts et de science. Elle fait partie de l'Association des Artistes médicaux de Grande-Bretagne (Medical Artists' Association).
Ses sculptures sont toujours figuratives et richement détaillées. Elles oscillent entre des sujets réels et imaginaires.

## Technique
Eleanor Crook produit des sculptures en cire, en bronze, en silicone prothétique, en bois sculpté et en plastique.
Son travail s'appuie sur des méthodes et des techniques historiques voir ancestrales, que l'artiste a apprises et développées au cours de sa carrière. Elle s'intéresse notamment à la sculpture sur bois de tilleul de la Renaissance du Nord, qu'elle a étudiée à l'école Geisler-Moroder dans le Tyrol autrichien. Elle apprend aussi la technique de reconstruction faciale de Richard Neave,
Grâce à une subvention du Wellcome Trust, Crook développe l'incorporation de systèmes animatroniques dans ses sculptures afin qu'elles puissent parler et bouger.

## Enseignement
Elle dirige des cours de dessin anatomique au Royal College of Art et à la Byam Shaw School of Art, mais aussi des cours à la Guy's & St.Thomas pour des étudiants en anthropologie médico-légale et des chirurgiens plasticiens.
Elle donne fréquemment des conférences pour divers musées, collèges et institutions.

## Publications
- Frederik Ruysch and his Thesaurus Anatomicus : A Morbid Guide, edited by Joanna Ebenstein (coming later in 2022)
- Ophelia Swam, a novel by Kelley Swain (2020)